# Pêche à Wallis-et-Futuna

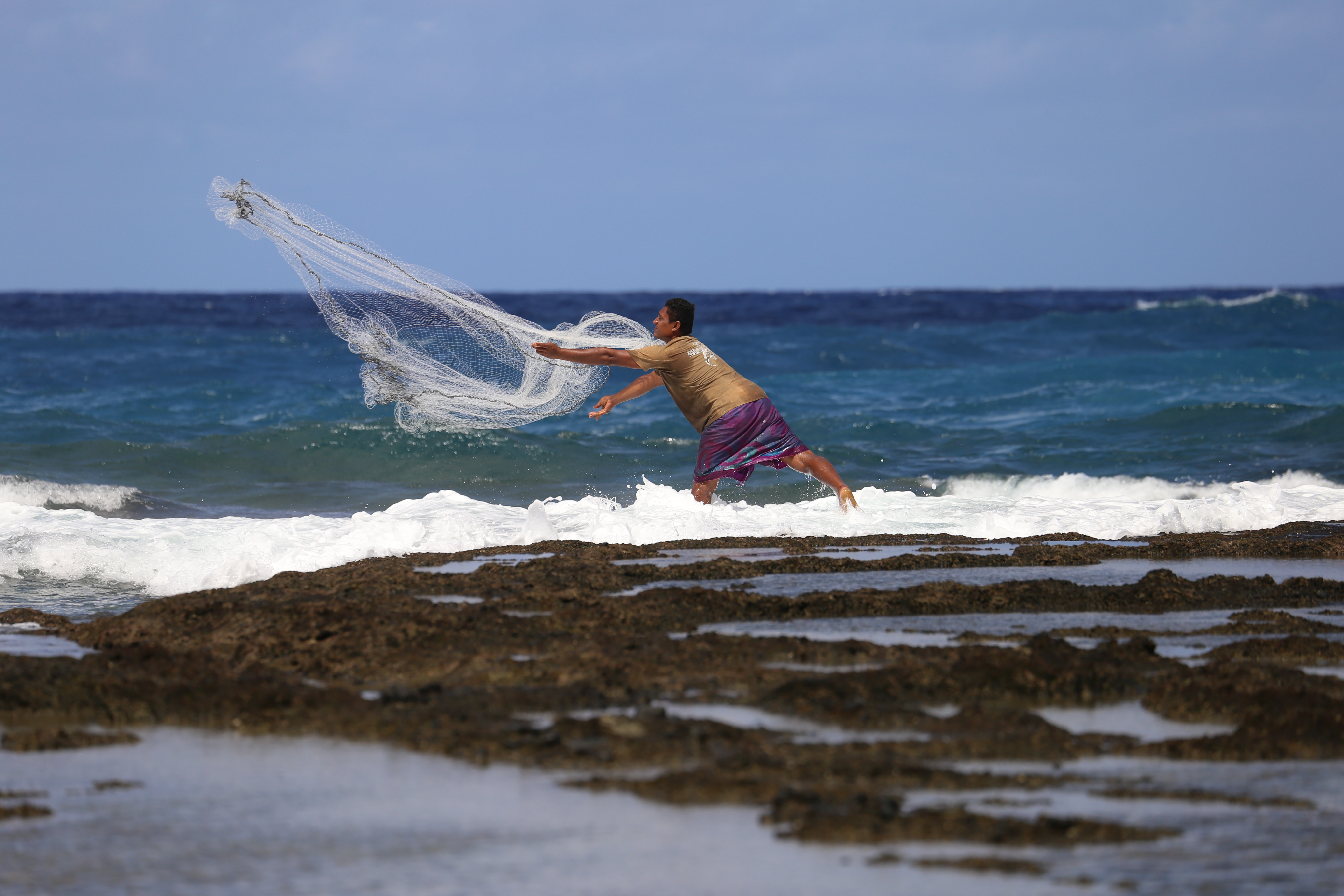
Pêche à l'épervier à Futuna (2012).

La pêche est une activité économique qui joue un rôle important dans l'économie locale de Wallis-et-Futuna : presque un tiers de la population pratique la pêche régulièrement et en 2014, la consommation de poisson s'établit à 70 kg par personne et par an. Effectivement, un ménage sur trois pratique la pêche côtière et plus de 90 % du poisson est autoconsommé. L’activité de pêche professionnelle concerne 40 personnes en 2014, et compte une vingtaine de bateaux de taille modeste.

## Répartition géographique
En 2008, la construction d'un port de pêche a débuté dans la rade du village d'Halalo au sud d'Uvéa.
Dans le même temps, le petit lagon des îles Wallis reste une zone de pêche. La pêche à l'échelle industrielle n'est pas pratiquée. Les pêcheurs (environ 333 recensés en 2001) utilisent principalement des filets, ainsi que des fusils sous-marins et des fléchettes. Cependant, seuls 20 % d'entre eux partent en mer plus de deux fois par semaine. La capture totale est estimée entre 600 et 800 tonnes par an et est entièrement consommée par la population des îles. Face à l'épuisement des stocks halieutiques dans le lagon de Walis, l'Assemblée territoriale encourage la pêche en haute mer : les pêcheurs bénéficient d'une remise sur le carburant, le matériel, l'entretien. Le programme de développement 2007-2011 prévoit l'équipement des petites entreprises pour la production, le transport et la commercialisation des produits de la mer congelés.

## Pêche traditionnelle
Un des ministres de la chefferie coutumière, Mahe fotuaʻika, s'occupe de l'approvisionnement en eau, la gestion des terres et plus généralement des questions d'environnement. Il est également responsable de pêches rituelles ('ika hake).
Le faga est une pêche traditionnelle à Wallis-et-Futuna. Elle est pratiquée par des femmes qui, avant de poser ce piège au fond de l'eau, tissent une nasse traditionnelle (kaikai ika).
La pêche tae nefu, ou pêche au nefu, l’anchois local, est une technique de pêche réalisée uniquement par les habitants du village de Gahi, à Wallis, qui consiste à amasser les anchois grâce à des nasses traditionnelles, faites à partir de fibres naturelles ou, de nos jours, en se servant de grandes bassines en plastique. La pêche et sa consommation sont soumises à plusieurs tapu (interdit pour une femme enceinte ou une personne en deuil et de porter de rouge lors de la consommation).